# Shahrak-e Daryā Kenār
Shahrak-e Daryā Kenār (persiska: دَريا كِنار, Daryā Kenār, شهرک دریا کنار) är en ort i Iran.   Den ligger i provinsen Mazandaran, i den norra delen av landet, 150 km nordost om huvudstaden Teheran. Antalet invånare är 581.
Terrängen runt Shahrak-e Daryā Kenār är mycket platt. Runt Shahrak-e Daryā Kenār är det tätbefolkat, med 849 invånare per kvadratkilometer. Närmaste större samhälle är Babol, 18,1 km söder om Shahrak-e Daryā Kenār. Trakten runt Shahrak-e Daryā Kenār består till största delen av jordbruksmark.